# Brasil Open 2016 - Qualificazioni singolare
Le qualificazioni del singolare  del Brasil Open 2016 sono state un torneo di tennis preliminare per accedere alla fase finale della manifestazione. I vincitori dell'ultimo turno sono entrati di diritto nel tabellone principale. In caso di ritiro di uno o più giocatori aventi diritto a questi sono subentrati i lucky loser, ossia i giocatori che hanno perso nell'ultimo turno ma che avevano una classifica più alta rispetto agli altri partecipanti che avevano comunque perso nel turno finale.

## Teste di serie
1. Facundo Bagnis (qualificato)
2. Rogério Dutra da Silva (primo turno)
3. Roberto Carballés Baena (ultimo turno, Lucky loser)
4. Andrej Martin (primo turno)

1. Facundo Argüello (ultimo turno)
2. Gastão Elias (qualificato)
3. Blaž Rola (qualificato)
4. Máximo González (qualificato)

## Qualificati
1. Facundo Bagnis
2. Gastão Elias

1. Máximo González
2. Blaž Rola

### Lucky Loser
1. Roberto Carballés Baena

## Tabellone qualificazioni

### Legenda
| - Q = Qualificato - WC = Wild card - LL = Lucky loser | - ALT = Alternate - SE = Special Exempt - PR = Protected Ranking | - w/o = Walkover - r = Ritirato - d = Squalificato |

### Sezione 1
|  | Primo turno | Primo turno      | Primo turno      | Primo turno | Primo turno |  |  | Ultimo turno | Ultimo turno     | Ultimo turno     | Ultimo turno | Ultimo turno |  |
|  |             |                  |                  |             |             |  |  |              |                  |                  |              |              |  |
|  | 1           | Facundo Bagnis   | 5                | 6           | 6           |  |  |              |                  |                  |              |              |  |
|  |             | Nicolás Kicker   | 7                | 4           | 2           |  |  | 1            | Facundo Bagnis   | Facundo Bagnis   | 6            | 6            |  |
|  | WC          | Orlando Luz      | Orlando Luz      | 4           | 2           |  |  | 5            | Facundo Argüello | Facundo Argüello | 3            | 3            |  |
|  | 5           | Facundo Argüello | Facundo Argüello | 6           | 6           |  |  |              |                  |                  |              |              |  |

### Sezione 2
|  | Primo turno | Primo turno             | Primo turno | Primo turno | Primo turno |  |  | Ultimo turno | Ultimo turno            | Ultimo turno | Ultimo turno | Ultimo turno |  |
|  |             |                         |             |             |             |  |  |              |                         |              |              |              |  |
|  | 2           | Rogério Dutra da Silva  | 6           | 4           | 3           |  |  |              |                         |              |              |              |  |
|  |             | Hans Podlipnik-Castillo | 3           | 6           | 6           |  |  |              | Hans Podlipnik-Castillo | 65           | 7            | 2            |  |
|  | WC          | José Pereira            | 6           | 3           | 2           |  |  | 6            | Gastão Elias            | 7            | 5            | 6            |  |
|  | 6           | Gastão Elias            | 3           | 6           | 6           |  |  |              |                         |              |              |              |  |

### Sezione 3
|  | Primo turno | Primo turno             | Primo turno | Primo turno | Primo turno |  |  | Ultimo turno | Ultimo turno            | Ultimo turno | Ultimo turno | Ultimo turno |  |
|  |             |                         |             |             |             |  |  |              |                         |              |              |              |  |
|  | 3           | Roberto Carballés Baena | 6           | 3           | 6           |  |  |              |                         |              |              |              |  |
|  |             | João Souza              | 4           | 6           | 3           |  |  | 3            | Roberto Carballés Baena | 6            | 3            | 3            |  |
|  |             | Filippo Volandri        | 2           | 6           | 5r          |  |  | 8            | Máximo González         | 4            | 6            | 6            |  |
|  | 8           | Máximo González         | 6           | 4           | 5           |  |  |              |                         |              |              |              |  |

### Sezione 4
|  | Primo turno | Primo turno   | Primo turno   | Primo turno | Primo turno |  |  | Ultimo turno | Ultimo turno  | Ultimo turno | Ultimo turno | Ultimo turno |  |
|  |             |               |               |             |             |  |  |              |               |              |              |              |  |
|  | 4           | Andrej Martin | Andrej Martin | 5           | 2           |  |  |              |               |              |              |              |  |
|  | Alt         | Gianluca Naso | Gianluca Naso | 7           | 6           |  |  | Alt          | Gianluca Naso | 6            | 0            | 4            |  |
|  |             | André Ghem    | 64            | 6           | 63          |  |  | 7            | Blaž Rola     | 3            | 6            | 6            |  |
|  | 7           | Blaž Rola     | 7             | 4           | 7           |  |  |              |               |              |              |              |  |